# سيرجيو أريلانو ستارك
سيرجيو أريلانو ستارك (بالإسبانية: Sergio Arellano Stark) هو عسكري تشيلي، ولد في 10 يونيو 1921 في سانتياغو في تشيلي، وتوفي بنفس المكان في 9 مارس 2016 بسبب مرض آلزهايمر.